# Audi TT
Audi TT je malý dvoudveřový sportovní automobil vyráběný Volkswagen Group, značkou Audi od roku 1998, vyráběný v maďarském městě Győr za pomoci skeletů vyrobených a nabarvených v továrně Audi v německém městě Ingolstadt. To se změnilo s třetí generací, která používá výhradně součásti vyrobené maďarskou továrnou.
Každá z generací je dostupná jako dvoumístné kupé a jako dvoumístný roadster, postavený na platformě Volkswagen Group A. Jako výsledek sdílení platformy má Audi TT identickou pohonnou soustavu a odpružení jako svoji příbuzní z koncernu; včetně napříč umístěného motoru vpředu, pohonu předních nebo všech kol a nezávislého odpružení kol s nápravou typu MacPherson. Třetí generace byla zároveň poslední a výroba modelu TT byla ukončena 10.11.2023 v maďarském závodě Győr, téměř po  šestadvaceti letech od zahájení výroby první generace tohoto vozu.

## Vznik pojmenování
Audi TT je pojmenováno z úspěšné tradice motocyklových závodů automobilky NSU na britském ostrově Man TT (Tourist Trophy).
NSU začalo soutěžit v TT v roce 1911 a později se začlenilo do společnosti známé jako Audi
Audi TT také odkazuje na NSU 1000TT, 1200TT a TTS z šedesátých let, která byla také pojmenovaná podle tohoto závodu.
Jméno TT bylo také přisuzováno sloganu "Technology & Tradition", neboli "technologie a tradice".

## První generace (Typ 8N, 1999–2006)

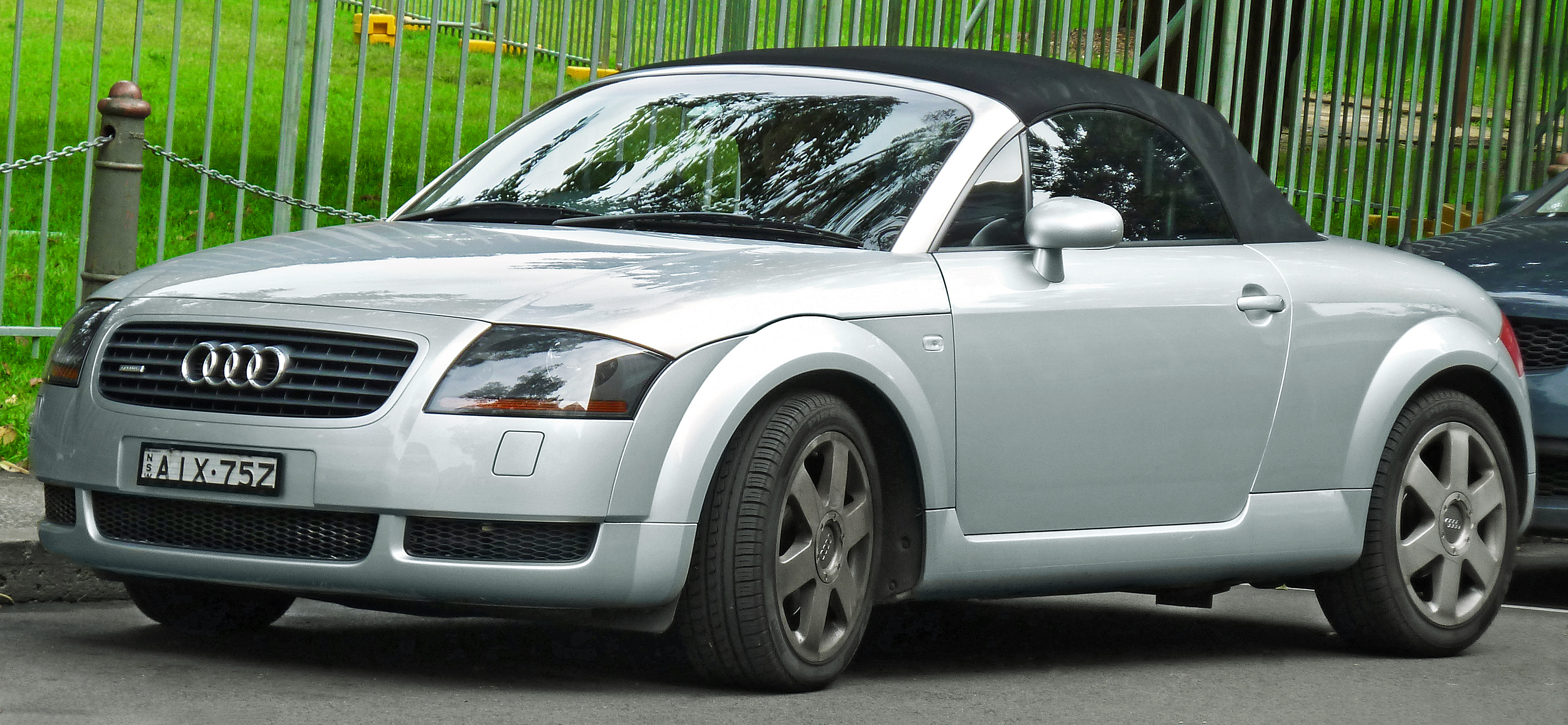
První generace

Výroba modelu (označení 8N) začala jako kupé v září 1998, poté začala i výroba karoserie roadster v srpnu 1999. Je postavená na platformě skupiny VW A4 (PQ 34) používané ve VW Golf čtvrté generace, první Audi S3, Škodě Octavii a dalších. Design se mírně lišil od konceptu, až na pozměněné nárazníky a přidání malého brzdového světélka za dveře.
První verze modelu TT získaly pozornost po sérii nehod ve vysokých rychlostech. Oznámené nehody a další problémy se objevovaly při rychlostech nad 180 km/h během náhlých změn směru nebo při ostrých zatáčkách. Oba modely kupé a roadster byly svolány do servisů na přelomu let 1999 a 2000, aby se zlepšila ovladatelnost a předvídavost řízení ve vysokých rychlostech. Audi's Electronic Stability Programme, a zadní spoiler byly přidány, navíc se změnilo odpružení. Všechny změny byly aplikovány do výroby dalších verzí.

## Druhá generace (Typ 8J, 2007–2014)

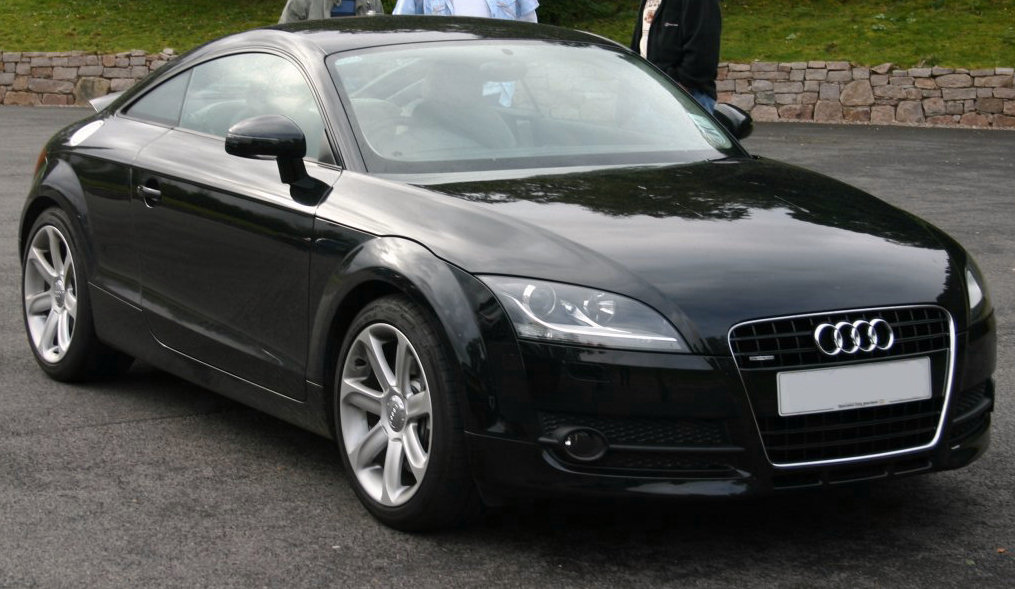
Druhá generace

V srpnu 2004 Audi oznámilo že další generace modelu TT bude vyrobena z hliníku a že půjdu do výroby v roce 2007. Ukázka druhé generace modelu TT byla představena ve formě konceptu Audi Shooting Brake, ukázané na autosalonu v Tokyu v roce 2005. Tento koncept byl vhledem do nové generace Audi TT, ale byl hranatější a měl dvoudveřovou karoserii "shooting brake".

## Třetí generace (2014-2023)

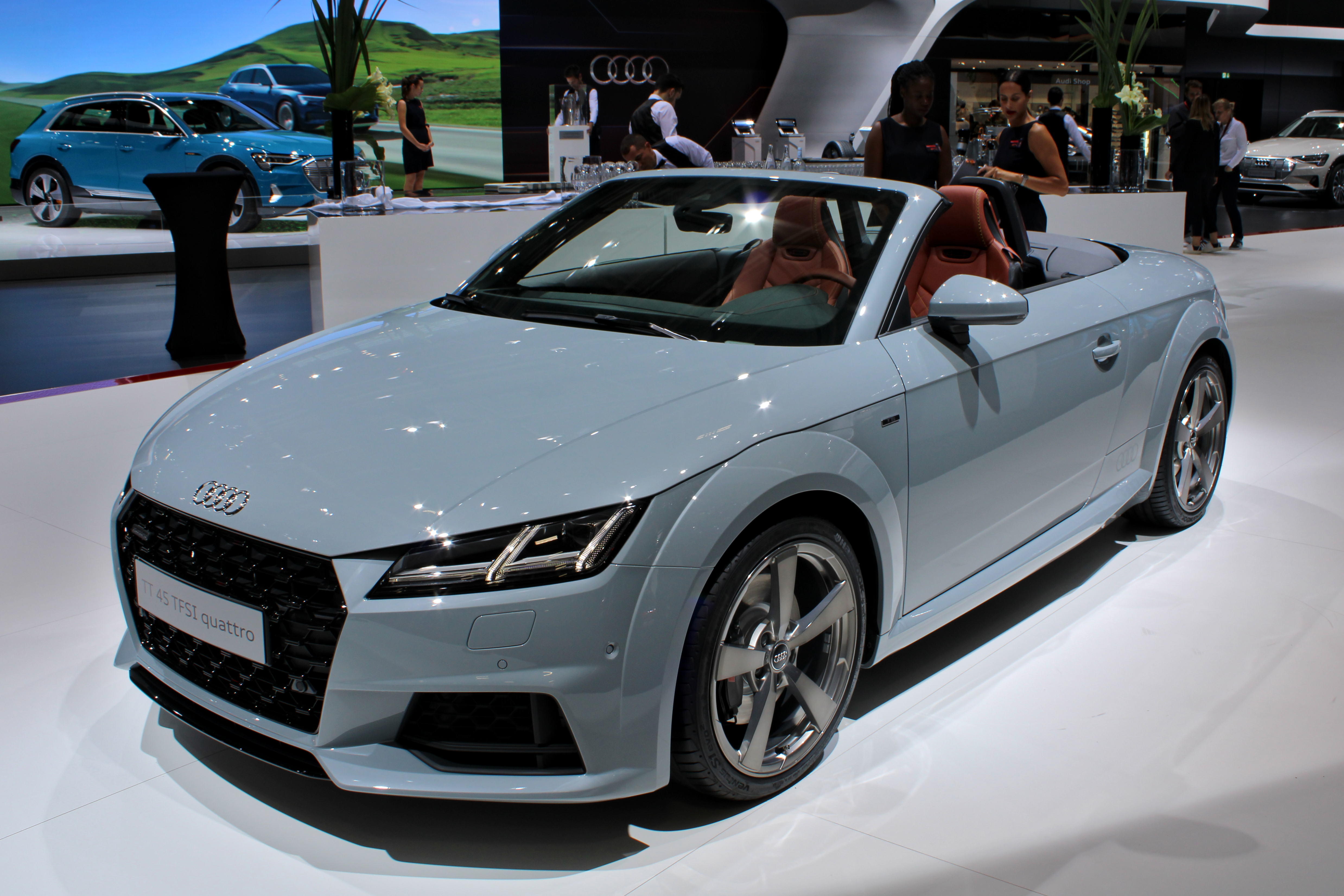
Třetí generace

Jako svoji předchůdci, i Audi TT třetí generace bylo předznamenáno ve formě konceptu Audi Allroad Shooting Brake, ukázané na autosalonu v Detroitu v roce 2014. Poslední vyrobený vůz této generace sjel z linky 10. listopadu 2023 v maďarském závodu a produkce tohoto modelu byla tímto ukončena. 